# Сухциці (Мазовецьке воєводство)
Сухциці (пол. Suchcice) — село в Польщі, у гміні Червін Остроленцького повіту Мазовецького воєводства.
Населення — 253 особи (2011).
У 1975-1998 роках село належало до Остроленцького воєводства.

## Демографія
Демографічна структура станом на 31 березня 2011 року:
|          | Загалом | Допрацездатний вік | Працездатний вік | Постпрацездатний вік |
| -------- | ------- | ------------------ | ---------------- | -------------------- |
| Чоловіки | 127     | 20                 | 94               | 13                   |
| Жінки    | 126     | 23                 | 62               | 41                   |
| Разом    | 253     | 43                 | 156              | 54                   |